# When's Your Birthday?

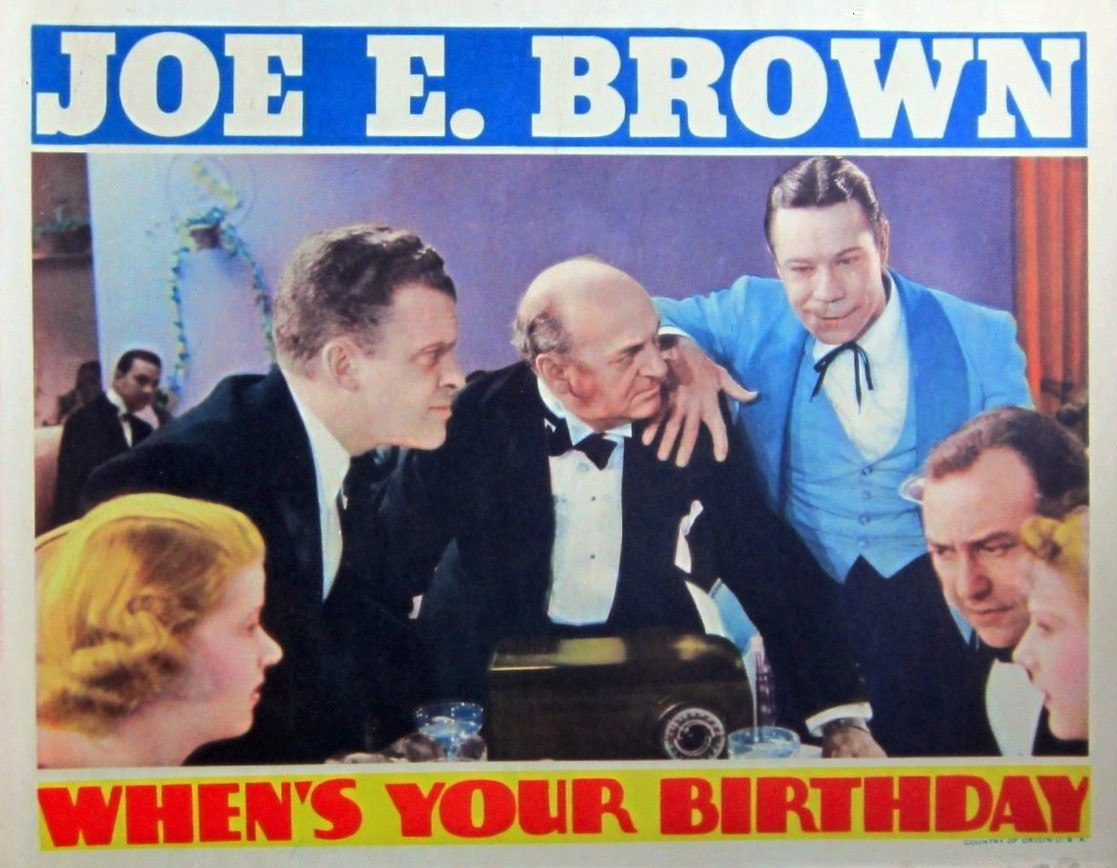
Carte promotionnelle du film.

When's Your Birthday? est un film américain réalisé par Harry Beaumont et sorti en 1937.

## Synopsis
Dustin Willoughby est un joueur et partisan de l'astrologie qui ne gagne que lorsque les étoiles sont alignées. Dans un nightclub, le parieur James Reagan demande à Dustin de prédire le résultat d'une course canine. Après avoir étudié les dates de naissance des chiens, Dustin annonce le vainqueur. Convaincu que Dustin peut l'aider pour ses affaires, Reagan demande à son assistant Lefty de l'amener à sa table. Dustin pense que Reagan est fou, et évite Lefty en se déguisant en femme.

## Fiche technique
- Réalisation : Harry Beaumont
- Scénario : Harvey Gates, Malcolm Stuart Boylan, Samuel M. Pyke d'après une pièce de John Frederick Ballard[3]
- Producteurs : Robert Harris, David L. Loew
- Photographie : George Robinson
- Montage : Jack Ogilvie
- Musique : Sam Wineland, John Leipold, Marlin Skiles
- Production : David L. Loew Productions
- Distributeur : Metro Goldwyn Mayer
- Durée : 75 minutes
- Date de sortie :
  - États-Unis : 19 février 1937

## Distribution
- Joe E. Brown : Dustin Willoughby
- Marian Marsh : Jerry Grant
- Fred Keating : Larry Burke
- Edgar Kennedy : Mr. Henry Basscombe
- Maude Eburne : Mrs. Fanny Basscombe
- Suzanne Kaaren : Diane Basscombe
- Margaret Hamilton : Mossy - the Maid
- Minor Watson : James J. Regan
- Frank Jenks : Lefty - Regan's Henchman
- Don Rowan - Steve : Regan's Henchman
- Granville Bates : Judge O'Day
- Charles Judels : Acropolis, the Headwaiter
- Corky : Zodiac,le chien
- Bobby Barber : Waiter Who Drops Flower Pot (non crédité)
- Ward Bond : Police Detective (non crédité)
- Kit Guard : Ringside Cornerman (non crédité)
- Tom Kennedy : Fight Manager (non crédité)
- Bull Montana : (The) Salvador Slayer (non crédité)

## Bande son
- Air du Toreador, Carmen de Georges Bizet
- Ouverture de Guillaume Tell de Gioachino Rossini
- Happy Birthday to You de Mildred J. Hill et Patty Hill
- Ruth Robin avec Manny Harmon and His Orchestra – I Love You from Coast to Coast, musique et paroles d'Albert Stillman, Alex Hyde et Basil Adlam
- Sobre las Olas (Over the Waves) de Juventino Rosas
- Stars and Stripes Forever de John Philip Sousa
- When the Moon Comes over the Mountain, musique et paroles de Kate Smith, Howard Johnson et Harry M. Woods